# رتل‌بک

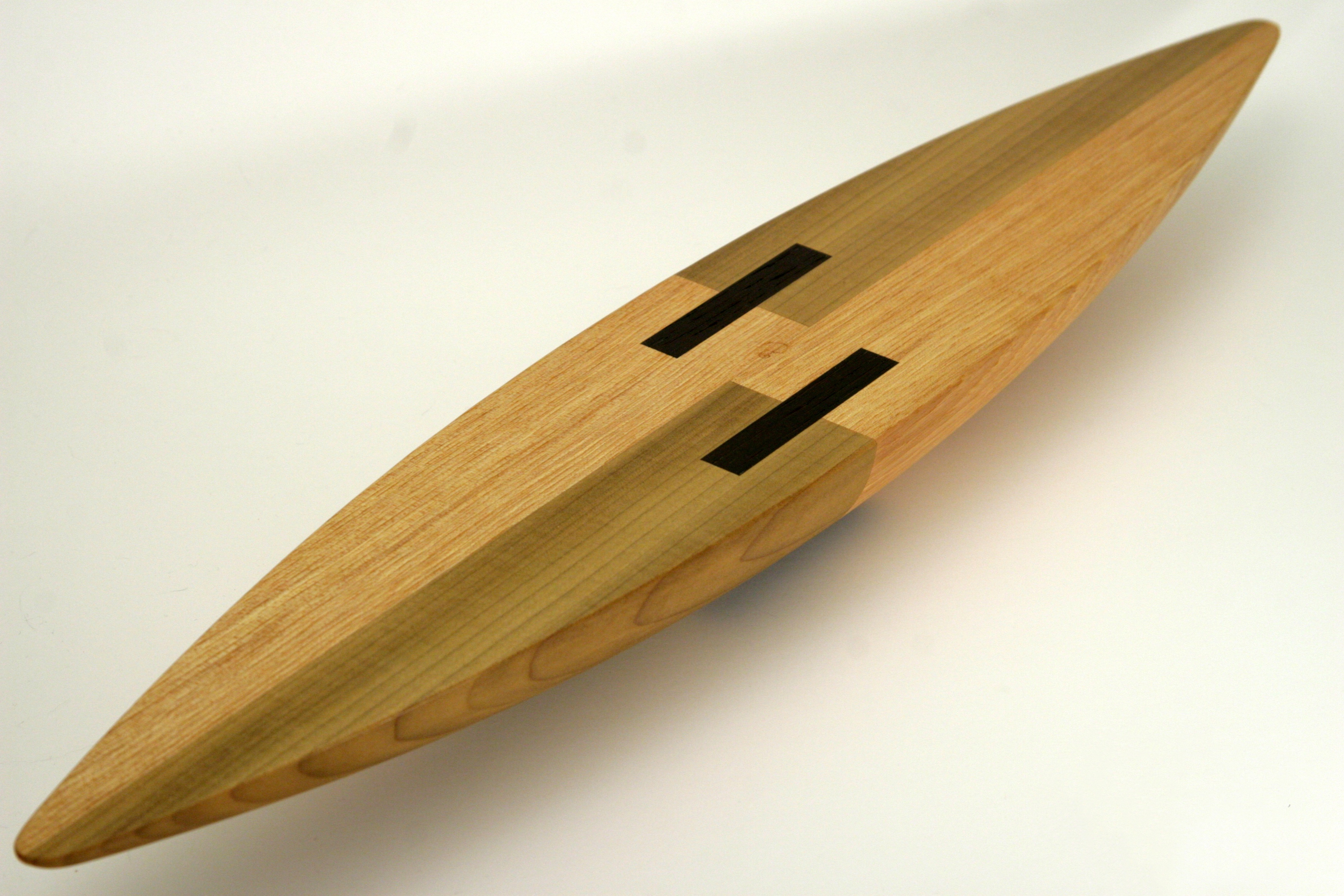

رتل‌بک در واقع یک نیم بیضی‌گون است که محور حرکت آن فقط به یک جهت ترجیح داده می‌شود. اگر در جهت مخالف بچرخد ناپایدار می‌شود و با یک تکان می‌ایستد و در جهت معکوس حالت قبل چرخش خود را به حالت ارجح تغییر می‌دهد.
به نظر می‌رسد که این چرخش معکوس قانون بقای تکانه زاویه ای را زیر پا می گدارد.
علاوه بر این برای اکثر رتل‌بک‌ها این اتفاق زمانی رخ می‌دهد که در جهت غیر ارجح چرخانده شوند و چرخاندن در جهت مخالف این موضوع را نقض نمی‌کند.
البته در بعضی رتل‌بک‌ها به‌طور استثنا به هر جهتی که چرخانده شود ناپایدار بوده و می‌ایستد. این ویژگی‌های رتل‌بک باعث ایجاد حس کنجکاوی در مباحث فیزیکی می‌شود که تصورات و افکار انسان را از دوران ماقبل تاریخ تحریک کرده‌است.
رتل‌بک‌ها با اسامی دیگری مانند anaggre,celticcelt,spinbar,robinson reverser,wobblestone و با نام‌های تجاری ARK,bizzarow swirl,space pet,space toy شناخته می‌شود.

## تاریخچه
باستان شناسانی که در قرن ۱۹ نواحی مختلف سلتیک و مصر را مورد بررسی قرار دادند سنگ‌هایی را یافتند که حرکت چرخشی معکوس از خود نشان می‌دادند.
کلمه باستانی celt نماد ابزار و اسلحه و سوزن و چاقو است.
اولین تحقیقات از celtها در دهه ۱۹۸۰ منتشر شد زمانی که گیلبرت واکر مقاله "کنجکاوی در مورد ویژگی‌های پویایی celtها " را برای مقالات انجمن فلسفی کمبریج در انگلستان و "اوج پویای " را برای فصل نامه مجله ریاضیات محض و کاربردی نوشت.
نتایج آزمایش‌های بیشتر از رتل‌بک‌ها در سال ۱۹۰۹و ۱۹۱۸ و در دهه‌های ۱۹۵۰ تا ۱۹۷۰ منتشر شد اما شیفتگی عمومی با این اشیا به ویژه از دهه ۱۹۸۰ زمانی که کمتر از۲۸ آزمایش منتشر شده بود به‌طور چشم‌گیری افزایش یافته‌است.

## ساختار
در حالی که مصنوعات رتل‌بک اغلب با تکه‌سنگ با اندازه‌های مختلف توصیف می‌شود. اما در حال حاضر با عنوان پازل و اسباب بازی پلاستیکی در ابعاد 3.75inch*0.4375inch به فروش می‌رسد.
رتل‌بک‌های چوبی معمولاً ۵٫۵ تا ۶ اینچ در نظر گرفته می‌شود.
همچنین رتل‌بک‌های ساخته شده توسط Charles W. Sherburne تا ۱۲ اینچ طول دارند. بزرگترین رتل‌بک‌ها به سفارش Emmanuel Peluchon برای موزه علوم ساخته شده‌است.
به‌طور کلی رتل‌بک دو نوع طرح دارد. اولی دارای پایه نامتقارن و محور اریب و دیگری پایه متقارن و توزیع نامتوازن جرم در دو انتهای رتل‌بک می‌باشد.

## فیزیک

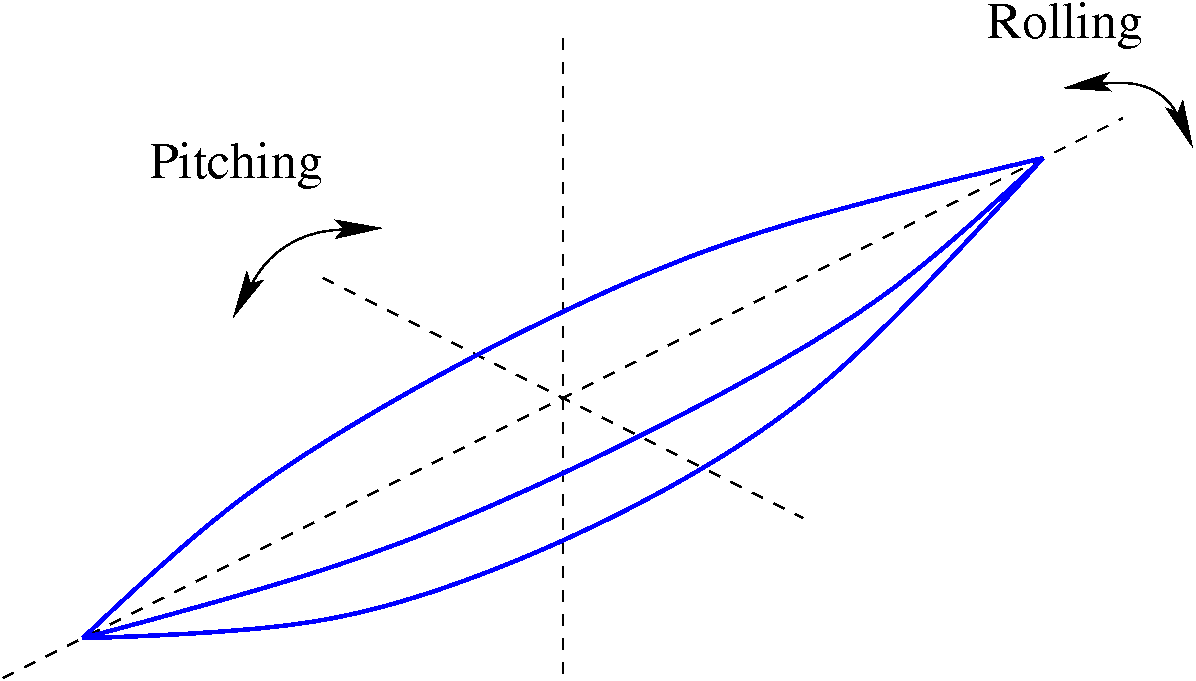

حرکت چرخشی معکوس ناشی از بالا رفتن ناپایداری در سوی دیگر محور مرکزی است. زمانی که تقارن در توزیع جرم وجود ندارد با توجه به سطح لبه‌ها حول دو محور افقی (مرکزی و فرعی) ناپایداری در چرخش به وجود می‌آید. می‌توان تصور کرد که عدم تقارن در جرم باعث منحرف شدن رتل‌بک و دوران معکوس می‌شود.
حالت تشدید بسته به جهت چرخش متفاوت است که رفتار نامتقارن رتل‌بک را توضیح می‌دهد. با توجه به اینکه چرخش حول محور مرکزی است یا فرعی نرخ میزان واکنش رتل‌بک ممکن است بسیار بالا یا بسیار پایین باشد.
این مسئله توضیح می‌دهد که به علت اصطکاک در اغلب رتل‌بک‌ها چرخش معکوس زمانی رخ می‌دهد که در جهت ناپایدار (بر اساس نوع رتل‌بک) بچرخد، به این نوع حرکت چرخش معکوس قوی گفته می‌شود.
اما زمانی که رتل‌بک در جهت پایدار (براساس نوع آن) بچرخد، بعنوان چرخش معکوس ضعیف در نظر گرفته می‌شود.
اصطکاک (به عنوان یک عامل مهم) اغلب با کاهش سرعت چرخش مانع فراهم شدن زمان کامل برای چرخش در جهت پایدار می‌شود، اینگونه جهت چرخش عوض می‌شود.
البته بعضی رتل‌بک‌ها با چرخش در هر دو جهت ناپایدار شده و جهت چرخش خود را عوض می‌کنند. رتل‌بک‌ها را می‌توان با ضربه زدن متناوب به دو انتهای آن‌ها به چرخش درآورد.
برای تحلیل و تجزیه جامع از حرکت رتل‌بک می‌توانید به V.Ph. Zhuravlev و (D.M. Klimov (2008 مراجعه کنید.